# العجمة (الحيمة الخارجية)

تعديل مصدري - تعديل

العجمة هي إحدى قرى عزلة وهبي بمديرية الحيمة الخارجية التابعة لمحافظة صنعاء، بلغ تعداد سكانها 45 نسمة حسب تعداد اليمن لعام 2004.